# Bellini (drink)
Bellini är en drink bestående av två delar prosecco och en del vit persikopuré.

## Historik
Drinken skapades av Giuseppe Cipriani, grundare och ägare av Harry's Bar i Venedig. Baren grundades 1934 och flera årtal mellan 1934 och 1948 nämns som året för drinkens tillkomst. Enligt företaget Bicobi, som äger rättigheterna till varumärket Cipriani, var det 1948 i samband med att det ordnades en utställning om renässansmålaren Giovanni Bellini, som också fick ge sitt namn till drinken. Enligt andra uppgifter påminde drinkens färg Giuseppe Cipriani om färgen på en toga på en målning av Bellini.
I Italien finns en lång tradition av att blanda fruktdrycker med vin, Guiseppe Cipriani valde puré från vit persika och torr prosecco. I de tidigaste versionerna adderades också lite grenadin eller hallon för att få en mer rosatonad färg. Den började som en säsongsbunden specialitet och serverades också på filialen i New York.

## Varianter
Det finns några varianter på Bellini, som samtliga använder prosecco men där puréen är utbytt:
- Puccini - mandarinjuice.
- Rossini - jordgubbspuré.
- Tintoretto - granatäppeljuice.